# Parlement uni prussien
Cet article concerne le Vereinigter Landtag. Pour le Preußischer Landtag, voir Parlement prussien.

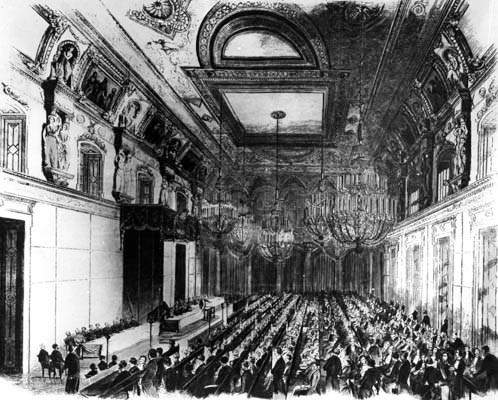
Ouverture du deuxième Vereinigte Landtag le 2 avril 1848 dans la salle blanche du château de Berlin

Le Landtag uni de Prusse,, (preußischer Vereinigter Landtag en allemand), aussi connu comme la Diète prussienne unie, était la réunion de tous les parlements provinciaux, au nombre de 8, de Prusse. Il se réunit de 1847 à 1848. Avec la création de l'assemblée nationale prussienne et du parlement prussien cette assemblée devint obsolète et disparut. Il a une importance certaine pour la compréhension des événements révolutionnaires de 1848.

## Formation
À l'inverse d'autres États allemands comme la Bavière ou le Bade, la Prusse ne disposait pas d'une constitution et d'un parlement national jusqu'en 1848. Seuls les parlements provinciaux existaient depuis 1823.

Cependant la loi sur les dettes publiques du 17 janvier 1820 prévoyait que tout nouveau emprunt devait avoir l'approbation d'une représentation nationale. La construction de chemin de fer afin d'unifier le grand territoire prussien avait notamment besoin de beaucoup d'investissement public dans les années 1840, la loi devenait alors trop contraignante. Les investisseurs privés avaient certes déjà beaucoup développé le réseau, mais ne s’intéressaient qu'aux lignes rentables, l'État devait donc prendre en charge les autres lignes qui présentaient parfois un caractère stratégique fort, comme la ligne reliant la Westphalie au Brandebourg permettant de contrer une possible attaque française. Les Français avaient entretemps déjà prévu de construire une ligne allant vers l'est permettant d'acheminer rapidement les troupes à la frontière allemande. 

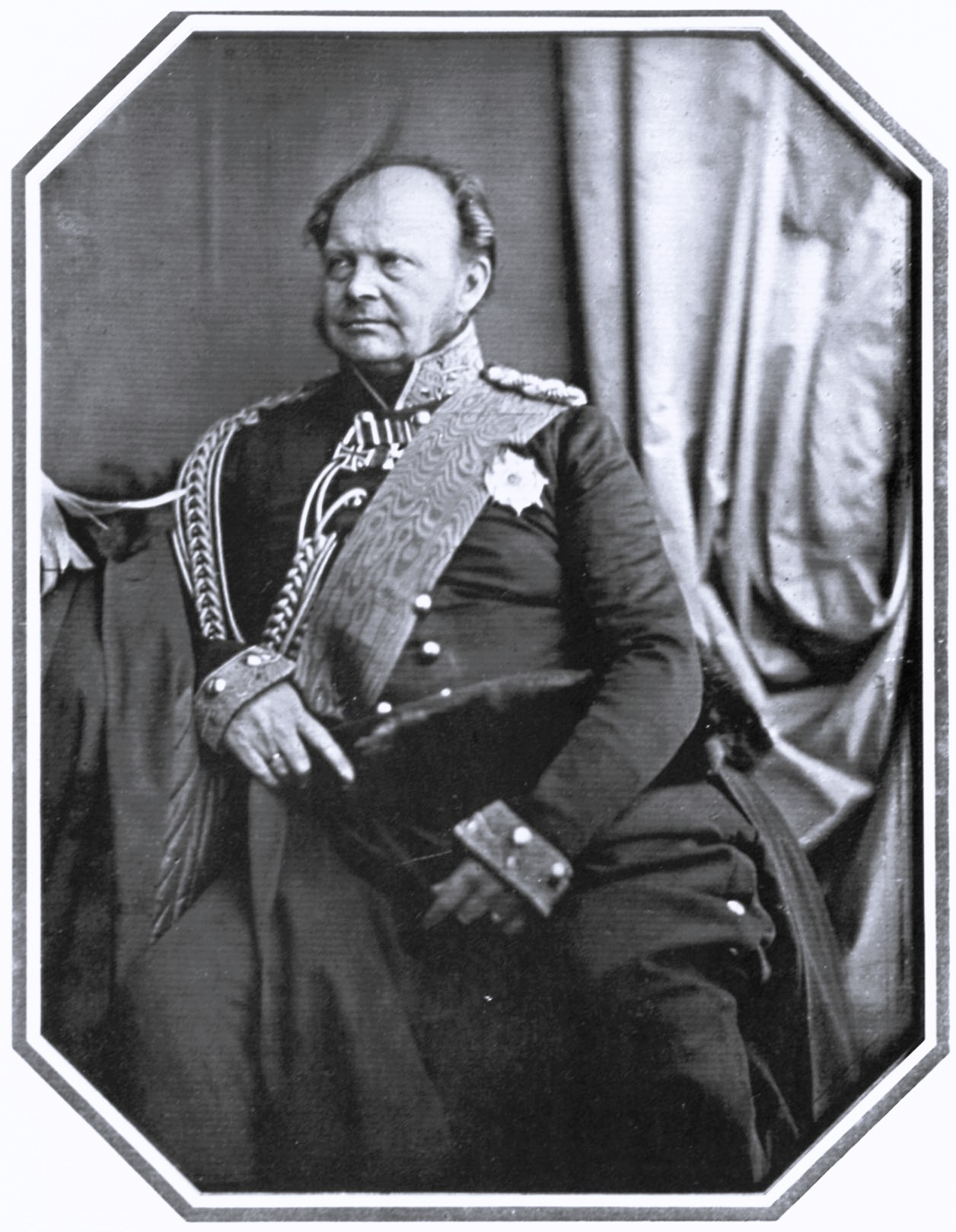
Frédéric-Guillaume IV en 1847

Le roi Frédéric-Guillaume IV de Prusse décida cependant en octobre 1842 de contourner la loi en créant un comité permanent (ständischer Ausschuss) constitué de membres des parlements provinciaux. Celui-ci ne devait siéger que de manière épisodique, le roi ne voulait, en effet, pas prendre le risque de voir se dessiner la création d'un parlement permanent. Toutefois les membres des parlements provinciaux choisis pour constituer ce parlement se déclarèrent non compétents et la mesure tomba à l'eau.
Par ailleurs, l'opinion publique acceptait de plus en plus mal le système bureaucratique et absolutiste en place, caractérisé par une censure omniprésente. Ainsi en 1843, le Rheinische Zeitung fondé par Karl Marx et très libéral (au sens allemand) fut interdit. Les revendications afin de créer un parlement national étaient de plus en plus vives dans les parlements régionaux. En 1845, Georg von Vincke renouvela la promesse de faire approuver une constitution en Westphalie. Ludolf Camphausen fit les mêmes revendications devant le parlement provincial de Rhénanie, tout comme Rudolf von Auerswald devant celui de Ostelbien.
Les besoins financiers acculèrent finalement le roi à appeler une assemblée permanente le 3 février 1847. Cette convocation créa déjà des polémiques, les libéraux trouvant qu'elle n'allait pas assez loin. Certains d'entre eux voulaient même boycotter l'assemblée. Finalement c'est la ligne pragmatique des députés originaires des régions rhénanes qui s'imposa. Ils pensaient que les négociations pourraient permettre de faire des progrès et d'avoir plus de pouvoir pour le parlement.

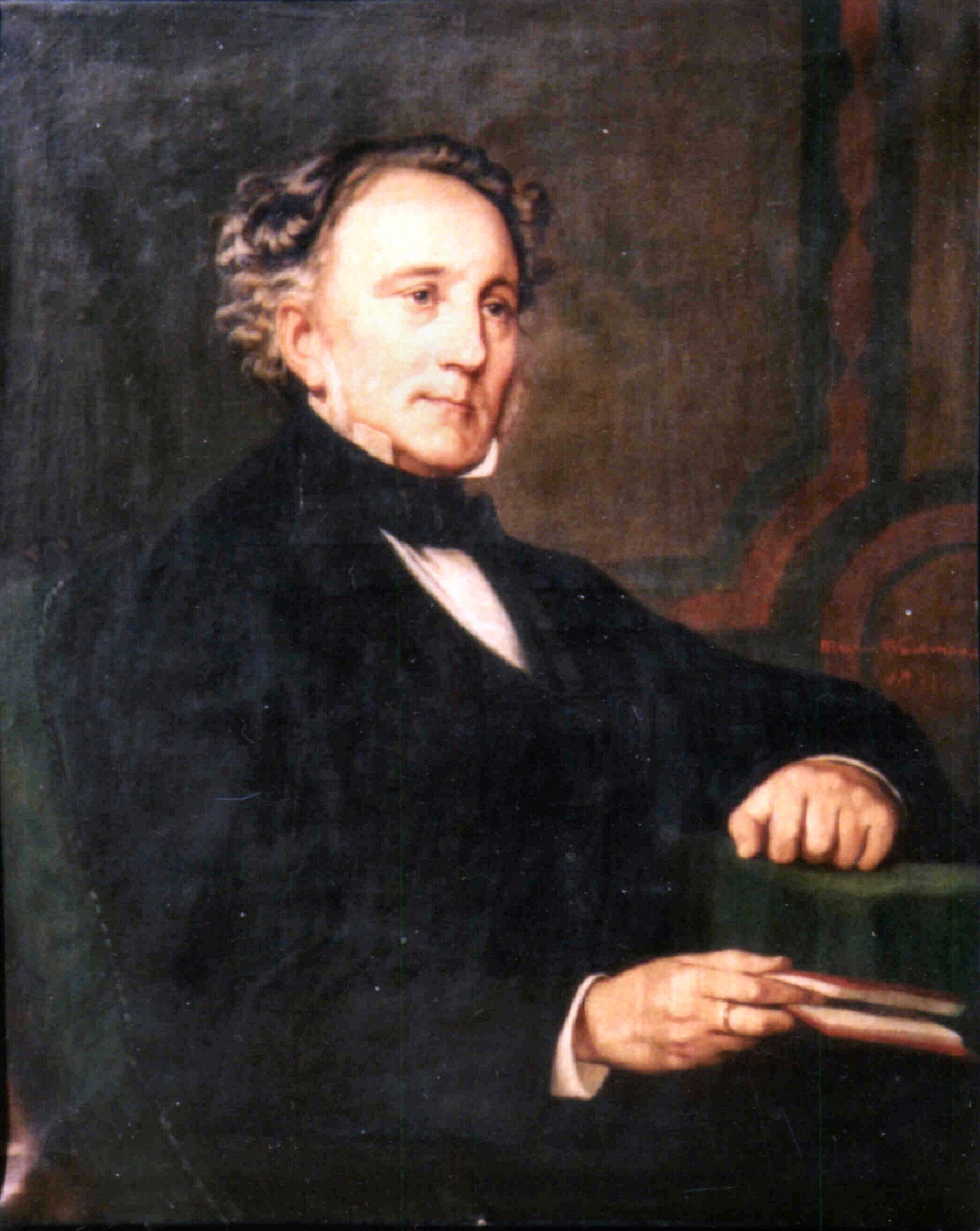
Hermann von Beckerath

## Négociations
Le 11 avril 1847, le parlement fut pour la première fois convoqué. Ses 600 membres étaient issus des parlements provinciaux, cela veut dire qu'ils étaient soit nobles, soit grands propriétaires terriens. Il n'y avait pas parmi eux de représentant de la masse populaire.
Le roi, dans son discours inaugural, donna immédiatement le ton : il était hors de question de créer une assemblée représentant la plèbe, de mélanger le pouvoir venant de Dieu à celui venant du peuple ou de créer un « papier qui nous dirigerait à l'aide de ses paragraphes »,. Il ajouta que le travail des députés n'était pas de représenter leurs opinions, que cela n'était de toute façon pas pratique car cela conduirait nécessairement à des conflits avec la couronne, qui selon la loi divine avait le droit de diriger le pays comme bon lui semble et ne devait pas se soumettre à la volonté de la majorité,.

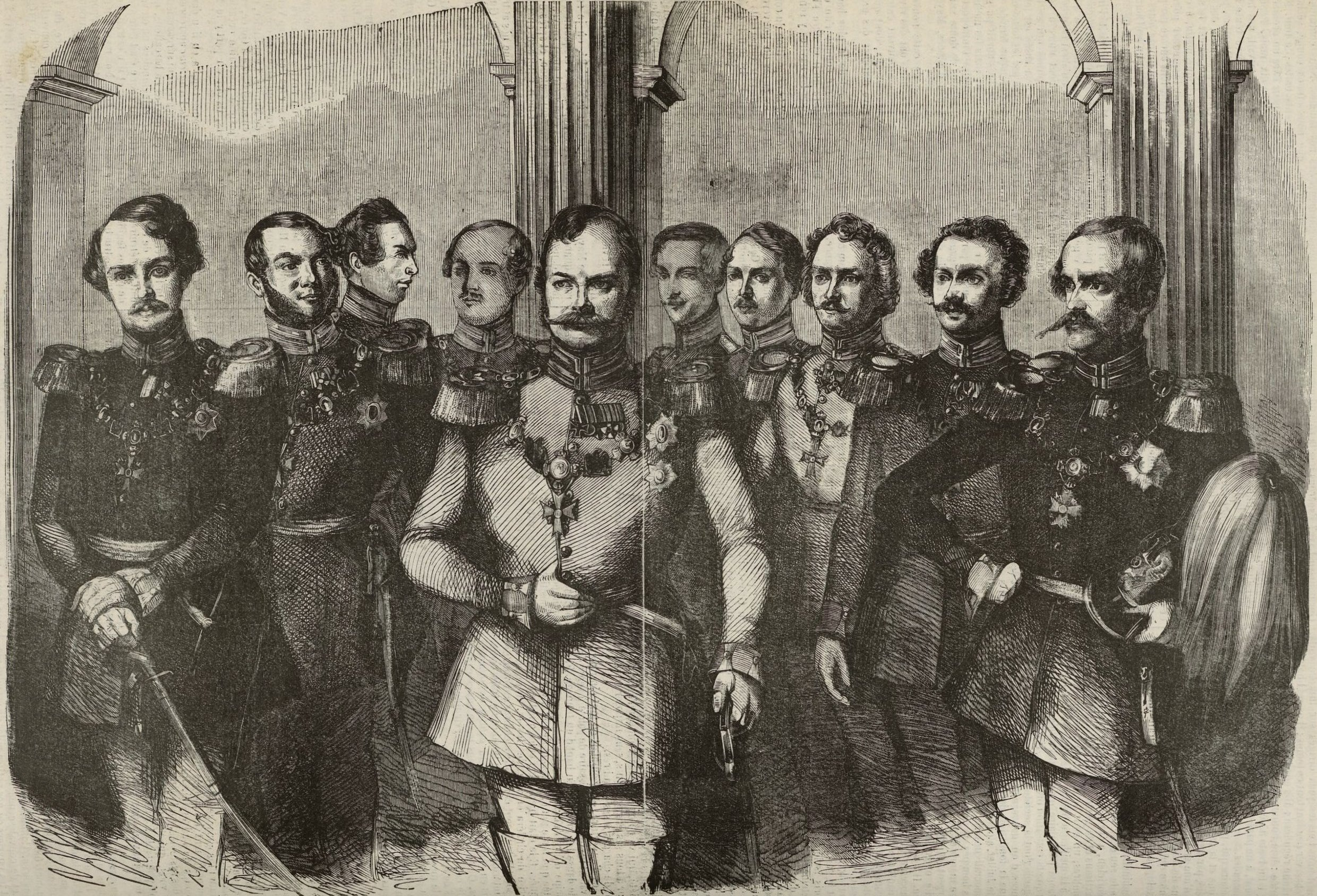
Membres de la curie des seigneurs (Herrenkurie) appartenant à la famille royale. Au centre, le prince Frédéric-Guillaume-Louis, futur empereur Guilaume Ier.

Alors qu'au départ les députés étaient répartis en fonction de leurs provinces et de leurs ordres, la répartition par factions, certes mal définies, s'imposa petit à petit. En comparaison avec l'assemblée nationale de 1848, le parlement uni était nettement plus « à droite ». Les négociations furent surtout dominées par les représentants rhénans tels que David Hansemann, Ludolf Camphausen, Gustav von Mevissen ou Hermann von Beckerath, alors que le député de Westphalie Georg von Vincke était leur principal opposant. Il n'y avait pas à proprement parler de démocrate radical dans l'assemblée, tout comme il n'y avait aucun représentant de mouvement de travailleurs. Ce qui peut étonner et que même la majorité issue de la noblesse était favorable à la poursuite du processus démocratique afin d'obtenir une constitution.
Les débats étaient dominés par la question de la constitution, cependant la question centrale pour laquelle il avait été convoqué restait la ligne de chemin de fer dite de l'« est » qui devait relier Berlin à Königsberg et qui nécessitait de 20 à 25 millions de Taler de financement public. Pour réaliser un tel emprunt la loi de 1820 demandait l'accord du parlement. Alors que lors des débats publics qui eurent lieu du 7 au 9 juin tous les partis étaient favorables à sa construction, finalement seuls 179 des 360 députés votèrent finalement pour.
La majorité des représentants appelait à garder un contrôle fort sur les finances publiques. Une exception à cette opinion était le jeune Otto von Bismarck qui effectuait au parlement uni ses premiers pas dans la vie publique. La périodicité de l'assemblée renforçait également son pouvoir. 
La couronne voyant que l'assemblée ne prenait pas la bonne voie, décida en juin 1847 de la dissoudre sans que celle-ci ait eu le temps de livrer les résultats escomptés.

## Conséquences
L'assemblée appelée peu de temps avant l'éclatement de la révolution de mars créa un véritable conflit autour de la question constitutionnelle et mina la légitimité de la structure féodale de la société en Prusse. Le 2 avril 1848, pour faire face à la révolution Frédéric-Guillaume convoque pour la seconde fois le parlement uni. Celui-ci décide de former une assemblée nationale afin de donner à la Prusse une constitution et trouver un système d'élection. Georg von Vincke réussit à faire passer son amendement qui prévoit que l'assemblée nationale devait avoir l'accord du roi pour mettre en place la constitution.